# Vichadastructuur

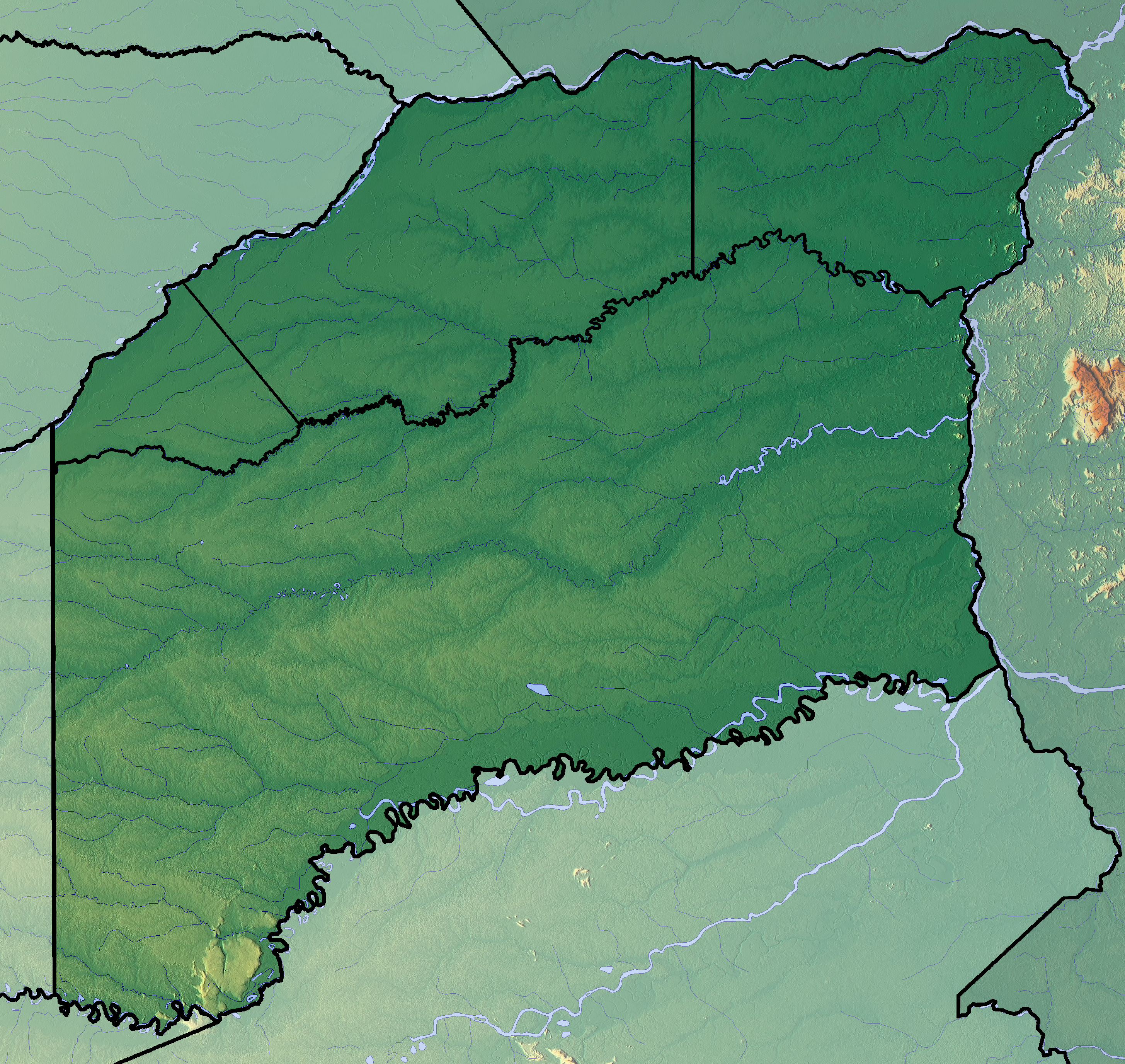
De Vichadastructuur in het midden van het departement Vichada. De bocht in de Vichadarivier geeft de zuidelijke grens van de structuur aan

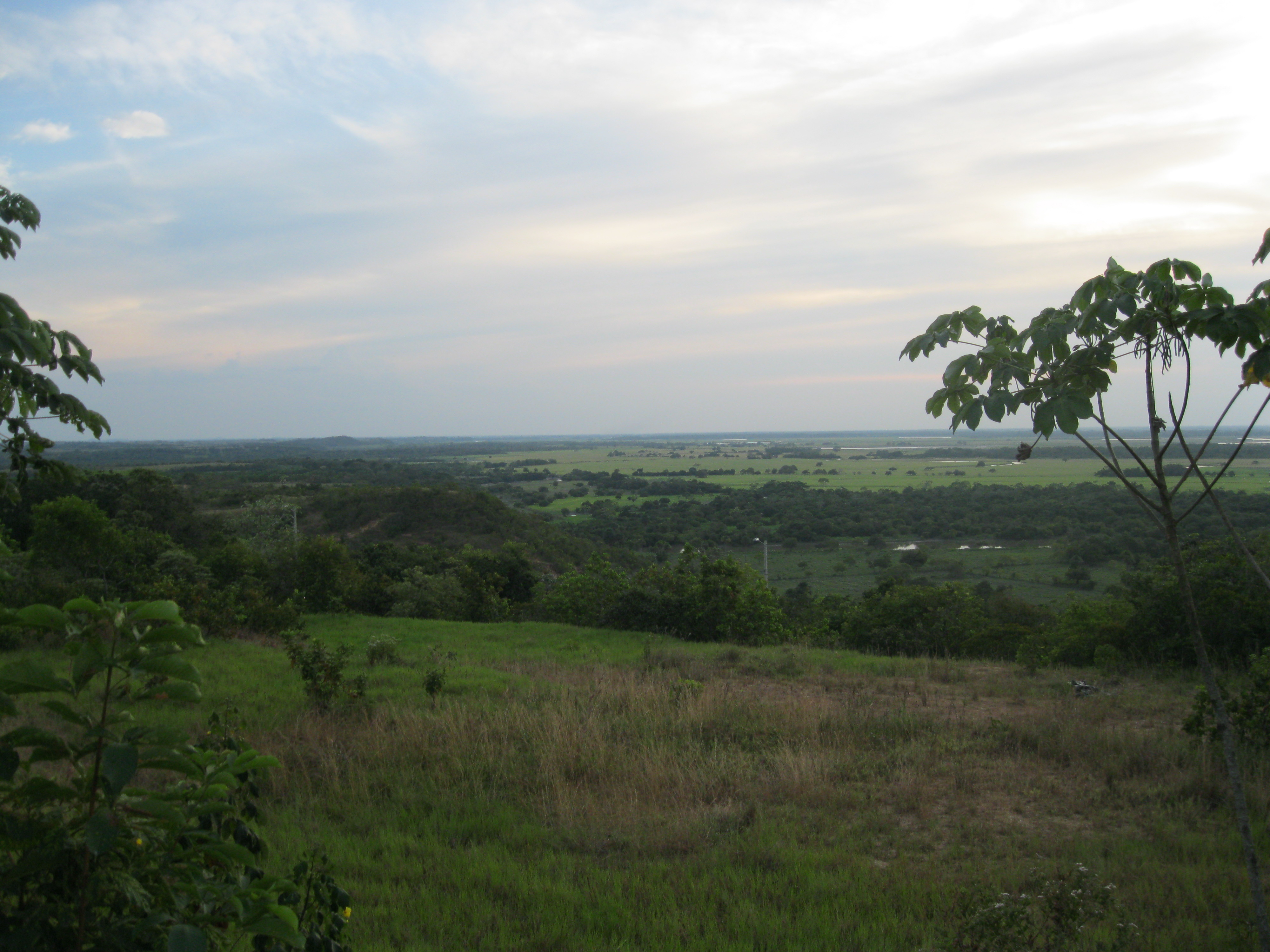
De vlakke, vochtige en begroeide Llanos Orientales

De Vichadastructuur (Spaans: Estructura del Vichada) is een waarschijnlijke inslagkrater gelegen in het oosten van Colombia. De structuur werd in 2004 aan de hand van kleuren Landsat-beelden met een resolutie van 200 meter ontdekt door de Argentijnse systeemingenieur en geoloog Maximiliano Rocca. Het project werd gefinancierd door The Planetary Society. De structuur bestaat uit een vlakke depressie omringd door twee concentrische structuren; een binnenring met een diameter van ongeveer 30 km en een buitenring van zo'n 50 kilometer doorsnede. Als de Vichadastructuur werkelijk een inslagkrater is, zou het de grootst ontdekte inslagkrater van Zuid-Amerika zijn.

## Etymologie
De structuur in de Llanos Orientales, een uitgestrekt en moeilijk begaanbaar rivierengebied in het oosten van Colombia, is genoemd naar de rivier de Vichada die op satellietbeelden duidelijk om de structuur heen stroomt, in het gelijknamige departement.

## Geografie
De structuur ligt in het departement Vichada in het uiterste oosten van Colombia bij de grens met Venezuela. Het landschap wordt gevormd door de Llanos Orientales, een vochtig tropisch rivierengebied. De Llanos is de oostelijke afwatering van de Cordillera Oriental en is duidelijk op satellietbeelden te zien door de verandering in topografie en daardoor vegetatie. De gemeente Cumaribo, een van de grootste van het land, beslaat een oppervlakte van ruim 65.000 km², ongeveer zo groot als Nederland en België samen. In dit gebied waar geen verharde wegen zijn en het meeste vervoer per kano plaatsvindt, wonen slechts 24.000 mensen (~0,37 inw/km²).
Ontdekker Max Rocca vergeleek de stroompatronen op de satellietbeelden met de bevestigde in Québec, Canada gelegen Clearwater West en Clearwater East-krater (36 en 26 km²) inslagkraters en de Araguainhakrater (40 km²) in Brazilië.

## Geologie en geofysica
De ondergrond van de Vichadastructuur bestaat uit een laag sediment afgezet in het tertiair. Deze laag van sediment bedekt de westelijke uitloper van het Guyanaschild.
In 1989 en 2003 heeft er geologisch onderzoek plaatsgevonden in het gebied wat bemoeilijkt werd door de zeldzaamheid van ontsluitingen. De aanwezigheid van grote rotsblokken in het verder topografisch vlakke, dichtbegroeide en uitgestrekte gebied deden onderzoekers denken aan ejecta; rotsblokken afkomstig van een vulkanische uitbarsting of inslag. Aangezien het gebied niet vulkanisch is; het vulkanisme van Colombia concentreert zich aan de westelijke kant van de Cordillera Oriental, duizenden kilometers verderop, zou de enige verklaring de inslag van een buitenaards object zijn.
De ontdekking van positieve en negatieve zwaartekrachtsanamolieën, duidend op diepere en ondiepere structuren op 450 en 750 meter in de ondergrond, tot aan de sokkel (het zogenaamde basement), maakte de mogelijkheid van een inslagkrater waarschijnlijker.
In het gebied tussen de buitenring en de binnenring bevinden zich kleine afschuivingsbreukjes in de ondergrond en zelfs aan het oppervlak. Dit wijst op instabiliteit in de ondergrond in een reeds honderden miljoenen jaren tektonisch zeer rustig gebied.
Volgens Hernandez et al is er meer onderzoek is nodig om de Vichadastructuur een officiële inslagkrater te mogen noemen. De grootte van het object en de ouderdom van de krater zijn ook nog niet vast te stellen. Vermoed wordt dat de structuur in het Neogeen (ongeveer de laatste 15 miljoen jaar) gevormd is.